# Střední šalomounské jazyky
Střední šalomounské jazyky je jazyková rodina, která zahrnuje 4 jazyky, kterými se mluví na Šalomounových ostrovech. Jedná se o jediné papuánské jazyky Šalomounových ostrovů. Tuto jazykovou rodinu poprvé popsal lingvista Wilhelm Schmidt už v roce 1908. Většina středních papuánských jazyků má slovosled SOV, kromě jazyka bilua, který má kvůli oceánskému vlivu slovosled SVO.

## Jazyky
Seznam střeních šalomounských jazyků:
| Jazyk      | Počet mluvčích | Rozšíření                           |
| ---------- | -------------- | ----------------------------------- |
| Bilua      | 8700           | ostrov Vella Lavella a ostrov Ghizo |
| Lavukaleve | 1800           | ostrov Russell                      |
| Savosavo   | 2400           | ostrov Savo                         |
| Touo       | 1900           | jižní část ostrova Rendova          |